# Clubiona pseudosaxatilis
Clubiona pseudosaxatilis är en spindelart som beskrevs av Mikhailov 1992. Clubiona pseudosaxatilis ingår i släktet Clubiona och familjen säckspindlar. Inga underarter finns listade i Catalogue of Life.